# Новая Деревня (Тверская область)
Новая Деревня (карел. Uužikylä) — деревня в Бежецком районе Тверской области. Входит в состав Городищенского сельского поселения.

## География
Находится в восточной части Тверской области у юго-восточной окраины районного центра города Бежецк.

## История
Деревня была отмечена еще на карте конца XVIII века. В 1859 году здесь (деревня Новая Бежецкого уезда Тверской губернии) было учтено 14 дворов, в 1978 — 33.

## Население
Численность населения: 73 человека (1859 год), 44 (русские 100 %) в 2002 году, 37 в 2010.